# Robert Goddard (forfatter)
 Denne artikel omhandler forfatteren. For fysikeren, se Robert Goddard.
Robert Goddard (født 13. november 1954 i Fareham, Hampshire, England) er en britisk spændings-/krimiforfatter.
Inden sit forfatterskab studerede han historie ved Cambridge Universitet.
Goddards kendetegn som forfatter er hans kredsen omkring gåder og mysterier i hyggelige engelske miljøer. Goddard lægger vægt på plot og personskildringer.  Ofte er det en mandlig hovedperson (på Goddards alder) på jagt efter sandheden om fordækte hændelser i fortiden.
Tre romaner har den midaldrende fallerede englænder Harry Barnett" som hovedperson ("Fra billede til billede", "Fra sol til skygge" og "Never Go Back").
Priser: Edgar Award, 1999, for "Beyond recall" (Fjerne minder)[kilde mangler]